# Гаміс-Фіка
Гаміс-Фіка (баск. Gamiz-Fika (офіційна назва), ісп. Gámiz-Fica) — муніципалітет в Іспанії, у складі автономної спільноти Країна Басків, у провінції Біская. Населення — 1318 осіб (2009).
Муніципалітет розташований на відстані близько 330 км на північ від Мадрида, 10 км на північний схід від Більбао.
На території муніципалітету розташовані такі населені пункти: (дані про населення за 2009 рік)
- Елехальде: 290 осіб
- Ергоєн: 651 особа
- Ібарра: 224 особи
- Мендоса: 153 особи

## Демографія
Динаміка населення (INE ):

## Галерея зображень

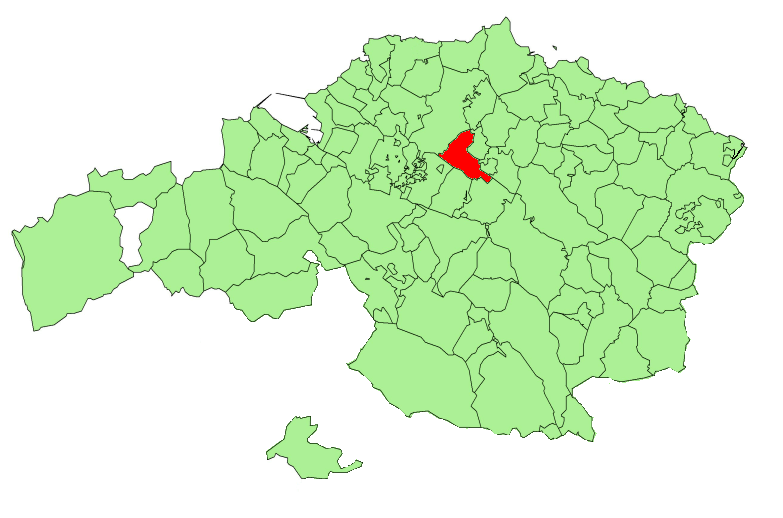
Розташування муніципалітету
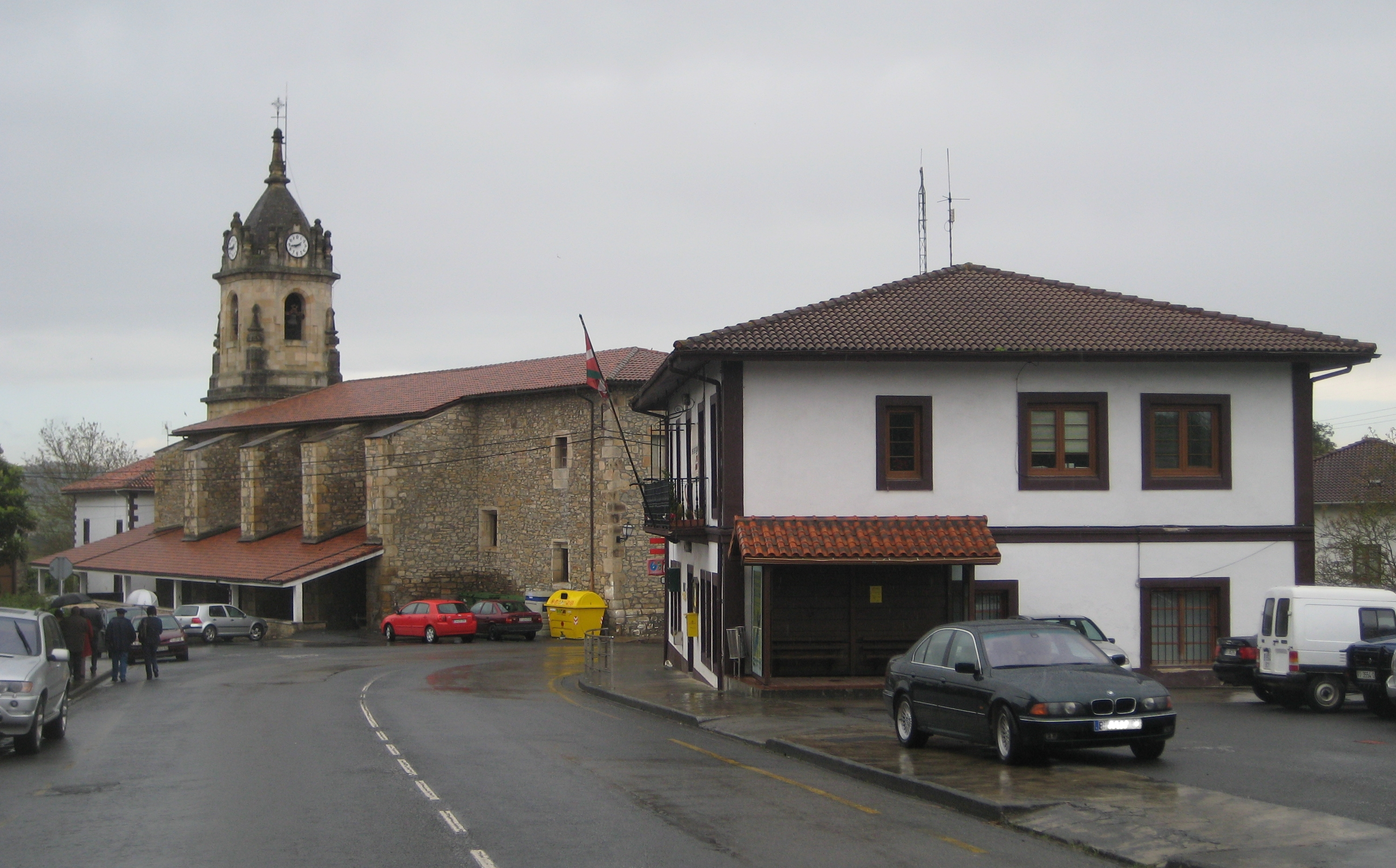
Церква і муніципальна рада